# 山下裕玄
山下 裕玄（やました ひろはる、1973年 - ）は、日本の医学者・医師。専門は、消化器外科、上部消化管外科学。学位は、博士（医学）。
自治医科大学外科学講座消化器一般移植外科部門教授。元日本大学医学部教授、元日本大学病院消化器病センター長。

## 略歴
- 1998年3月 - 東京大学医学部卒業[2]
- 1998年6月 - 東京大学医学部附属病院外科研修医[2]
- 1999年12月 - 関東労災病院外科医員[2]。
- 2002年12月 - 東京大学医学部附属病院大腸・肛門外科医員[2]。
- 2007年4月 - 茨城県立中央病院外科医長[2]。
- 2009年3月 - 東京大学大学院修了[1]。
- 2009年4月、国立がんセンター中央病院胃がん専門修練医[2]。
- 2010年9月 - 東京大学医学部附属病院大腸・肛門外科医員[2]
- 2012年4月 - 東京大学医学部附属病院胃・食道外科医員[2]
- 2013年4月 - 東京大学大学院医学系研究科消化管外科学病院講師[2][3]。
- 2021年1月 - 日本大学医学部外科学系消化器外科学分野教授、日本大学病院消化器病センター長・消化器外科科長[2][3]。
- 2025年5月 - 自治医科大学外科学講座消化器一般移植外科部門教授